# Оркестрион
Оркестрио́н (нем. Orchestrion) — название ряда музыкальных инструментов, принцип действия которых подобен орга́ну и гармонике. Оркестрионы в основном использовали перфоленты в качестве музыкальных носителей.
Первоначально оркестрионом назывался переносной орган, сконструированный по замыслу Аббата Фоглера в 1790 году. Он содержал около 900 труб, 4 мануала по 63 клавиши в каждом из них и 39 педалей. «Революционность» оркестриона Фоглера заключалась в активном использовании комбинационных тонов, что позволило существенно уменьшить размеры лабиальных органных труб.
В 1791 году такое же название было дано инструменту, который создал Томас Антон Кунц в Праге. Этот инструмент был оснащён как органными трубами, так и струнами, подобными фортепианным. Оркестрион Кунца имел 2 мануала по 65 клавиш и 25 педалей, имел 21 регистр, 230 струн и 360 труб.
В начале XIX века под названием оркестрион (также оркестри́на) появился ряд автоматических механических инструментов, приспособленных для имитации звучания оркестра. Инструмент имел вид шкафа, внутри которого был помещён пружинный или пневматический механизм, который при вбрасывании монеты приводился в действие. Расположение струн или труб инструмента было подобрано таким образом, чтобы при работе механизма звучали определённые музыкальные произведения. Особую популярность инструмент приобрёл в 1920-е годы в Германии. Позднее оркестрион был вытеснен проигрывателями граммофонных пластинок.